# Charmois-devant-Bruyères
Charmois-devant-Bruyères là một xã, nằm ở tỉnh Vosges trong vùng Grand Est của Pháp. Xã này có diện tích 6,61 km², dân số năm 1999 là 404 người. Xã này nằm ở khu vực có độ cao trung bình 409 m trên mực nước biển.

## Biến động dân số
| 1962                                         | 1968 | 1975 | 1982 | 1990 | 1999 |
| -------------------------------------------- | ---- | ---- | ---- | ---- | ---- |
| 324                                          | 338  | 272  | 336  | 380  | 404  |
| Số liệu từ năm 1962: Dân số không tính trùng |      |      |      |      |      |